# Émile Tarbouriech
Pour les articles homonymes, voir Tarbouriech.
Émile Tarbouriech est un homme politique français né le 24 décembre 1811 à Olonzac (Hérault) et mort le 29 janvier 1885 à Olonzac.

## Biographie
Négociant, maire d'Olonzac, conseiller général, il est député de l'Hérault de 1881 à 1885, siégeant au groupe de l'Union républicaine, soutenant la majorité opportuniste.